# Natura 2000-område nr. 124 Maden på Helnæs og havet vest for
Natura 2000-område nr. 124 Maden på Helnæs og havet vest for  ligger ved vestkysten af Fyn. Natura 2000-området har et areal på 2.045 hektar hvoraf ca. 1.696 ha består af hav og 349 hektar er land. Det består af et habitatområde H 108.

## Områdebeskrivelse
Helnæs er en halvø på vestkysten af Fyn som den er forbundet med ved den naturlige dæmning Langøre. Maden er den største del af områdets landareal. Den er et tidligere havområde, der nu er inddæmmet og afvandes via kanaler og pumpe. Den vestlige del af Maden består af et stort strandvoldssystem med strandenge og næringsfattige søer i lavningerne. Maden indeholder desuden både tidligere dyrkede marker, rigkær og ferske enge.
Madens store sammenhængende græsningsarealer indeholder naturtyperne strandeng, rigkær og
overdrev på både sur og kalkrig jordbund, og naturtypen ”tidvis våd eng” har her den største forekomst på Fyn. Vegetationen er særdeles artsrig med flere sjældne plantearter, og orkideen mygblomst har her et af sine få danske voksesteder. Der er kalkrige søer med kransnålalger og næringsfattige søer med små
amfibiske planter. Her findes en bestand af stor vandsalamander, strandtudse og markfirben.
Den nordlige del af Natura 2000-området har stejle kystskrænter og den markante ås
Bobakkerne og Halen med veludviklede kalkoverdrev. Havområdet mod vest er medtaget da det er et yndet område for Marsvin, der er udbredt i hele farvandet omkring Fyn, og med særlig høj hyppighed ved bl.a. Helnæs. Havområdet er mindre end 20 m dybt og strækker sig i hele Helnæs længde fra Halen i nord til det sydligste punkt på Helnæs.
Natura 2000-området består af Habitatområde nr. H108 og
ligger i Assens Kommune i Vandområdedistrikt Jylland og Fyn i vandplanopland Vandplan 1.12 Lillebælt/Fyn 

## Fredning
På en nordlige del af Helnæs, som også er en del af Natura 2000-området, er Bobakkerne og Halen, cirka 57 hektar fredet af flere omgange, og staten har overtaget det meste af det fredede areal.

## Eksterne kilder og henvisninger
1. ↑  "Vandplan 1.12 Lillebælt/Fyn" (PDF). Arkiveret fra originalen (PDF) 16. november 2017. Hentet 1. august 2018.
2. ↑  Om fredningen på fredninger.dk

- Kort over området på miljoegis.mim.dk
- Naturplanen Arkiveret 1. august 2018 hos  Wayback Machine
- Basisanalysen 2016-21 Arkiveret 1. august 2018 hos  Wayback Machine
- Folder om Helnæs